# Brisbane (rivier)
De Brisbane River, gelegen in Zuidoost-Queensland, Australië, stroomt door de hoofdstad Brisbane voordat zij uitmondt in Moreton Bay. De rivier is afgedamd door de Wivenhoe Dam, waardoor Lake Wivenhoe is ontstaan. Dit meer vormt de belangrijkste voorraad drinkwater voor de stad Brisbane. De rivier is in 1823 vernoemd naar Sir Thomas Brisbane, de toenmalige gouverneur van de staat New South Wales.
- Library of Congress Control Number: sh85016939
- Nationale Bibliotheek van Israël: 987007292430505171
- Virtual International Authority File: 315526709
- WorldCat: E39PBJwXdDWmKdRBPvQG8rJkXd